# Verlorener Sohn (Kathedrale von Bourges)

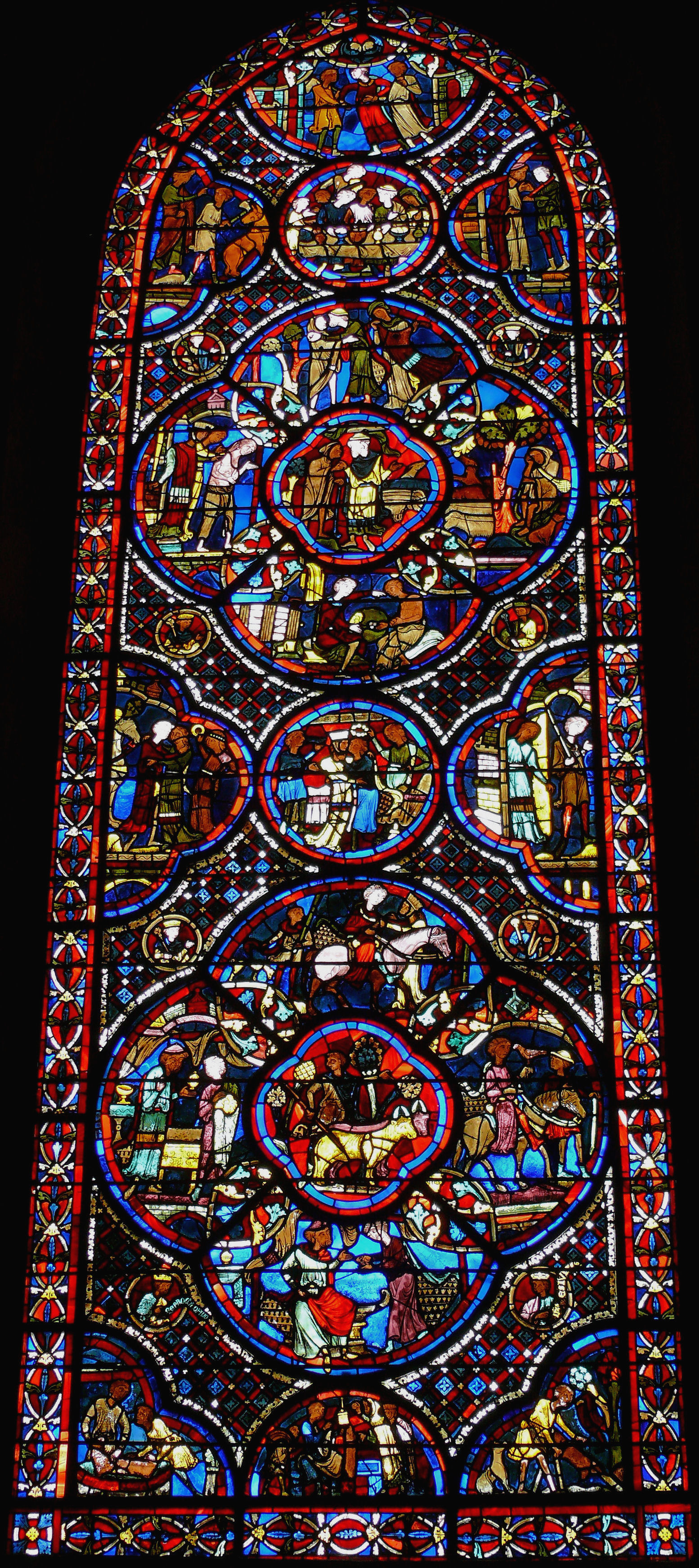
Fenster Verlorener Sohn in Bourges

Das Fenster Verlorener Sohn im Chorumgang der Kathedrale St-Étienne in Bourges, einer französischen Stadt im Département Cher in der Region Centre-Val de Loire, wurde Anfang des 13. Jahrhunderts geschaffen. Das Bleiglasfenster wurde im Jahr 1862 als Monument historique in die Liste der denkmalgeschützten Objekte (Base Palissy) in Frankreich aufgenommen.
Das Fenster Nr. 5 stammt von einer unbekannten Werkstatt. Es erzählt das biblische Gleichnis vom verlorenen Sohn. Die Geschichte wird wie üblich in alten Fenstern von unten beginnend erzählt. Während der eine Sohn hart arbeitet (ganz unten rechts und links) lässt sich der jüngere Sohn von seinem Vater sein Erbe ausbezahlen (unten Mitte: der Jüngere zählt das vom Vater erhaltene Geld). Der jüngere Sohn zieht fort und verprasst das Geld (Szenen zu Pferde und mit einem Jagdfalken).    
Zum Bettler herabgesunken, arbeitet er als Hirte und hungert dabei so sehr, dass er sich reumütig nach dem Haus seines Vaters zurücksehnt (Medaillons mit Würfelspieler und Hirte). Er nimmt sich vor, dem Vater seine Sünden zu bekennen und ihn um eine Stelle als geringer Tagelöhner zu bitten.
Als er nach Hause zurückkehrt, ist der Vater so froh über die Rückkehr seines Sohnes, dass er ihn sofort wieder bei sich aufnimmt. Er kleidet ihn festlich ein und veranstaltet ein großes Mahl (Tafel mit Essen, zweites Bild von oben).
Der ältere Sohn, der dem Vater die ganze Zeit über treu gedient hat, beklagt sich beim Vater. Dieser versöhnt die beiden Söhne, indem er ihre rechten Hände zusammenführt (ganz oben).